# Les Collègues
Pour plus de détails, voir Fiche technique et Distribution.
Les Collègues est un film français réalisé par Philippe Dajoux et sorti en 1999.

## Synopsis
En 1998, « l'Espoir Club Borretti », petit club des quartiers de Marseille, est menacé de dissolution. En effet, le manque d'adhérents et de moyens fait que la mairie projette d'implanter une piscine municipale en lieu et place du terrain de football. Mais les Borretti, père et fils, vont tout faire pour sauver leur club. Ainsi, avec l'aide d'un ami, José (Patrick Bosso), ils décident de monter une équipe pour participer à « la Mondialette », une compétition amateur organisée en même temps que la coupe du monde de football, et qui permettra au vainqueur de remporter la somme de 300 000 francs. Les trois amis vont tenter le plus rapidement possible de recruter des joueurs. Hélas pour eux, seuls des joueurs de piètre niveau et aux personnalités atypiques sont présents le jour du recrutement. Ils réalisent alors que, pour gagner la compétition, tous les coups devront être permis.

## Fiche technique
- Titre original : Les Collègues
- Réalisation : Philippe Dajoux
- Scénario : Philippe Dajoux, Marie-Pierre Huster, Jacques Pibarot
- Décors : Richard Cahours de Virgile
- Costumes : Chantal Castelli
- Photographie : Bruno de Keyser, Serge Dell'Amico
- Son : Jean-Paul Bernard
- Montage : Claude-France Husson
- Musique : Sacha Bourdo, Éric Hussenot, Manu Katché, 13NRV
- Pays de production :  France
- Langue originale : français
- Année de tournage : 1998
- Production[1] : Thierry Lhermitte, Louis Becker
- Sociétés de production[1],[2] : France 2 Cinéma, ICE 3 (France), TPS Cinéma (France)
- Sociétés de distribution[1],[2],[3] : AMLF (distributeur d'origine), Pathé Films (France), Orange Studio (vente à l'étranger), France TV distribution (vente à l'étranger)
- Format : couleur — 35 mm — 1,85:1 — stéréo Dolby DTS
- Genre : comédie, football et cinéma
- Durée : 93 minutes
- Date de sortie : France, 17 février 1999
- Classification et visa CNC : mention « tous publics », visa d'exploitation no 94575 délivré le 5 février 1999

## Distribution
- Joël Cantona : Francis Borretti
- Patrick Bosso : José
- Sacha Bourdo : Igor Pregoun
- Christian Charmetant : Louis Lefèvre
- Albert Cantona : Gaston Borretti
- Georges Rostan : Momie
- Atmen Kelif : Toinou
- Olivier Brocheriou : Languillé
- Belkacem Tir : Eros
- Pierre Lopez : Lulu
- Robert Assolen : Michel
- Cyril Lecomte : Albert
- Gérard Dubouche : Méu
- Mikaël Piris : Blanco
- Josselin Siassia : Maké
- Mbembo : Nena
- Franck Fernandel : Maxime Ferdinand
- Stéphane Freiss : l'arbitre
- Thierry Lhermitte : le joueur test de l'équipe des 11
- Sofiane Belmouden : l'asthmatique
- Viviane Cayol : La mère Delajette
- Philippe Dajoux : Le conseiller municipal